# 宮城野錦之助
宮城野 錦之助（みやぎの にしきのすけ、延享元年（1744年） - 寛政10年6月5日（1798年7月18日））は、陸奥国江刺郡（現在の岩手県奥州市）出身で佐野山部屋に所属した江戸時代の大相撲力士。本名は小島 大八（こじま だいはち）。体格は身長182cm、体重116kg。最高位は関脇。

## 来歴
最初は江戸相撲関ノ戸億右衛門の弟子となり、江刺川大八と名乗り明和3年（1766年）に初土俵を踏んだ。のちに仙台出身の宮城野丈助の門に移り宮城野大八と改名し、安永10年（1781年）3月に38歳で初入幕した。天明3年（1783年）3月小結になり名を錦之助と改名した。

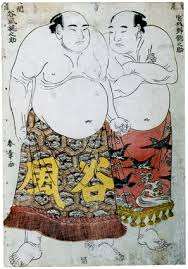

初土俵は明和3年（1766年）10月場所だが、安永10年（1781年）3月になって新入幕。仙台藩のお抱えで、仙台に広がる宮城野の名前をそのまま四股名とした。人柄が良く人望を集めた。また、立合いが上手く、待ったをしなかった力士だと言われている。寛政8年（1796年）3月場所が最終場所となったが、これは52歳で幕内に在位していたということになるため、記録がはっきりしているうちでは最高齢記録といわれているが、数え60歳（満59歳）で現役死をしたとされる力士として八十嶋冨五郎の名が挙がっており、現役最高齢力士だとは言い切れない。ただし、三役経験のある力士として史上最高齢現役力士だったことは揺るがないと考えられている。
1786年（天明6年）6月11日、江戸城吹上上覧所の将軍徳川家斉の前で上覧試合が行われた。谷風梶之助、雷電為右衛門、小野川喜三郎などと共に、宮城野錦之助も登城し、鷲ヶ浜武太夫と取り組み勝った。徳川家斉から持用の扇子を拝領し、姫様からは脇差しを拝領した。この取組は松浦清の甲子夜話に詳しい。この功により仙台藩主伊達斉村は宮城野錦之助の子の小嶋藤太郎を呼び出し、目見をした。また、宮城野錦之助は仙台藩から7両7人扶持を与えられ徒士格を与えられ、白石城主片倉小十郎に預けられた。俸給は1代だけであった。
寛政4年（1792年）宮城野部屋を興し、年寄・宮城野の初代を名乗った。寛政10年（1798年）6月5日江戸で没し、江戸の三田の日蓮宗長運寺に葬られた。仙台藩岩谷堂向山墓地に分骨された墓がある。

## 宮城野錦之助の家系
宮城野錦之助の先祖は、下野国佐野の浪人で小嶋興左衛門といい、屋号を佐野屋と称して代々仙台藩岩谷堂に住んでいた。孫の喜七は刀匠を職業としていたが、相馬大作事件に関係し、その功績により弘前藩に武士として200石で仕官することになる。喜七は仕官にあたり、小島嘉兵衛貞勝と改名する。

## 主な成績
- 幕内在位：22場所
- 幕内成績：61勝30敗86休14分6預12無

### 場所別成績
| 1766年 | x                        | 東序ノ口8枚目 –           |
| 1767年 | 東序二段16枚目 –         | 東序二段4枚目 –           |
| 1768年 | x                        | x                         |
| 1769年 | 東序二段6枚目 –          | 東序二段2枚目 –           |
| 1770年 | x                        | x                         |
| 1771年 | x                        | 東幕下7枚目 0–0           |
| 1772年 | x                        | 西幕下4枚目 0–0           |
| 1773年 | 西幕下8枚目 0–0          | 西幕下4枚目 0–0           |
| 1774年 | x                        | 西幕下3枚目 1–4 1分1無    |
| 1775年 | 西幕下4枚目 1–1          | 西幕下5枚目 2–3 2預1無    |
| 1776年 | 西幕下3枚目 – 興行中止   | 西幕下5枚目 5–2           |
| 1777年 | 西幕下3枚目 1–0          | 西幕下3枚目 2–4 1預1無    |
| 1778年 | 西幕下3枚目 0–2          | 西幕下3枚目 1–4           |
| 1779年 | 西幕下5枚目 2–3          | 西幕下3枚目 3–2 1分1預    |
| 1780年 | 西幕下3枚目 3–2 1預      | 西幕下筆頭 3–0 1分        |
| 1781年 | 西前頭筆頭 6–0–3 1預     | 西前頭3枚目 5–1 1分1預2無 |
| 1782年 | 西小結 4–0–4 1分1預      | 西小結 2–1–4 2分1無       |
| 1783年 | 西前頭筆頭 3–2–3 1分1無  | 西小結 5–1–4              |
| 1784年 | 西小結 2–1–7             | 西小結 4–1–3 1分1無       |
| 1785年 | x                        | x                         |
| 1786年 | 西関脇 3–0–7             | 西関脇 4–2–3 1分          |
| 1787年 | 西小結 – 興行中止        | x                         |
| 1788年 | 西前頭5枚目 1–1–6 1分1無 | 西前頭筆頭 0–0–10         |
| 1789年 | 西前頭筆頭 2–5–1 2無     | 西小結 2–3–1 1分1預2無    |
| 1790年 | 西小結 4–1–1 3分         | 西前頭筆頭 3–2–3 1分2預   |
| 1791年 | 西前頭筆頭 3–2–3 1分1無  | 西前頭筆頭 0–0–10         |
| 1792年 | 西関脇 5–1–3 1無         | x                         |
| 1793年 | x                        | x                         |
| 1794年 | 西前頭3枚目 2–3–5        | 西幕下3枚目 1–1 2分       |
| 1795年 | 西幕下3枚目 1–3 1分      | 西幕下筆頭 1–3 1分        |
| 1796年 | 西前頭7枚目 引退 1–3–6   | x                         |
| 各欄の数字は、「勝ち-負け-休場」を示す。 優勝 引退 休場 十両 幕下 三賞：敢=敢闘賞、殊=殊勲賞、技=技能賞 その他：★=金星 番付階級：幕内 - 十両 - 幕下 - 三段目 - 序二段 - 序ノ口 幕内序列：横綱 - 大関 - 関脇 - 小結 - 前頭（「#数字」は各位内の序列） |                          |                           |

- この成績表でテンプレートの仕様上「幕下」となっている部分は、番付表の上から二段目であるため、「二段目」と呼ぶ方が正確である。当時は段ごとに力士の地位を待遇差で区別する発想がまだ確立しておらず、二段目以下でも番付表で「前頭」（「同」表記でない）と書かれている部分までは「幕内格」と見るべきだという説がある。
- 二段目11枚目以下の地位は小島貞二コレクションの番付実物画像による。

### 改名歴
- 繪刺川 大八 - 1766年10月場所 - 1767年10月場所
- 宮城野 大八 - 1769年4月場所 - 1782年10月場所
- 宮城野 錦之助 - 1783年3月場所 - 1796年3月場所